# Acronis AntiVirus
Acronis AntiVirus — антивірусне програмне забезпечення розроблене компанією Acronis. Антивірус заснований на ядрі BitDefender.  

## Основні функції
Антивірус включає такі додаткові функції: 
- анті-фішинг
- анті-руткіт
- шифрування ІМ трафіку

При роботі з програмним комплексом Acronis AntiVirus у користувача є можливість вибрати рівень складності інтерфейсу, в залежності від підготовки користувача. У продукт додано також «ігровий режим». 

## Розповсюдження
Вартість підписки на 1 рік для 3-х комп’ютерів коштує $39,99 (приблизно по $13 за один комп’ютер). Підтримка української та російської мов відсутня.